# Esztegár Vártán
Esztegár Vártán József (Szamosújvár, 1843. augusztus 3. – Trieszt, 1886. június 23.) mechitarista rendi szerzetes, érsek

## Élete
Az erdélyi örmény Esztegár család leszármazottja. (eredeti örmény név: trosagirkh, 'տրոսագիրխ')
Örmény szülőktől származott; 1857. november 7-én Bécsben a mechitarista rendbe lépett,  1859. augusztus 24-én tette le a szerzetesi fogadalmat, 1862. szeptember 7-én szentelték misés pappá. 1863-ban előbb a kolostor növendékeinek aligazgatója, majd a kolostornövendékek és a papnövendékeknek igazgatója lett. 1870-től fogva hivatala mellett egyúttal az iskola rektora, a teológia és egyháztörténet tanára is volt. 1884. július 1-jén rendtársai a kongregáció főapátjává választották. Ugyanezen évben Vannutelli érsekké szentelte fel. 1885-ben meglátogatta hazánkat, ahol az örmény hitközségek ünnepélyesen fogadták. 1886-ban Rómába utazott, ahonnét visszatérése közben, Triesztben meghalt.

## Munkái
- Egyháztörténet, különösen Örményország egyháztörténete a főiskolák számára új örmény nyelven, Bécs, 1872. (Վարդան Ըստկարեան: Եկեղեցական պատմութիւն հանդերձ ազգային եկեղեցական պատմութեամբ : Բարձրագոյն դպրոցաց եւ վարժարանաց համար)  Teljes szöveg: http://greenstone.flib.sci.am/gsdl/collect/haygirq/book/ekexec_patm1872.pdf
- Tanító-levelek franczia s új örmény nyelven, Bécs, 1877. (Վարդան Ըստկարեան: Guide épistolaire Français-Armenien= Առաջնորդ նամակագրութեան : Գաղղիերէն եւ հայերէն)  Teljes szöveg, 1877.: http://greenstone.flib.sci.am/gsdl/collect/haygirq/book/arajnord_1877.pdf